# Tân Lộc, Lộc Hà
Tân Lộc là một xã thuộc huyện Thạch Hà, tỉnh Hà Tĩnh, Việt Nam.

## Địa lý
Xã Tân Lộc có vị trí địa lý:
- Phía đông giáp xã Bình An và xã Thịnh Lộc
- Phía nam giáp xã Bình An và xã Phù Lưu
- Phía tây giáp xã Hồng Lộc
- Phía bắc giáp Dãy núi Hồng Lĩnh và huyện Nghi Xuân.

Xã Tân Lộc có diện tích 12,7 km², dân số năm 1999 là 5764 người, mật độ dân số đạt 454 người/km².

## Hành chính
Xã Tân Lộc được chia thành 4 thôn : Tân Thành, Kim Tân, Tân Thượng, Tân Trung.

## Giao thông
Xã Tân Lộc có quốc lộ 281 nối liền từ Sơn Kim (Hương Sơn) đến Thạch Kim (Lộc Hà) chạy qua, là con đường kết nối du lịch các vùng miền, đặc biệt là kết nối ba con đường huyết mạch bắc nam (Đường HCM, Quốc lộ 1 và đường Quốc gia ven biển) với nhau.

## Nhân vật nổi bật
Có nhiều danh nhân cách mạng và các chí sĩ yêu nước như Cụ Mai Đình Hòe (cố Quyền), Phan Gần, Mai Cát, Mai Thát, Mai Đỉnh, Mai Trác, Nguyễn Cứ, Hoàng Khoái Lạc, Nguyễn Cần... nhà của cụ Quyền Vinh - Mai Đình Hòe đã trở thành khu lưu niệm và được tỉnh Hà Tĩnh cấp bằng Di tích - Lịch sử cấp tỉnh năm 2022.
Ngày nay xã Tân Lộc có các nhà thơ như Mai Hồng Niên, Đại tá nhà thơ, nhà phê bình văn học, nguyên phó ban biên tập báo văn nghệ Quân Đội đại tá Lê Thành Nghị, nhà sử học, giáo sư Nguyễn Chương Thâu, Mai Khắc Ứng...
Tân Lộc là nguồn gốc phát triển của nhiều dòng họ như họ Nguyễn Đình (Tân Trung và Tân Thượng), họ Phan Hoàng, họ Mai Phạm, Phan Hữu, Nguyễn Danh, Nguyễn Doãn, Nguyễn Xuân, Nguyễn Duy, Nguyễn Trọng, Lê Trọng, Trần Sỹ...
Tân Lộc có chợ Đình là nơi giao thương buôn bán của nhân dân trong vùng, có cầu Ngạo kết nối với Bình Lộc nơi có chợ Huyện, cầu Hạ Đờng kết nối với Hồng Lộc nơi có chợ Lù...

## Di tích - Danh thắng
Xã có Đình Đĩnh Lự là di tích lịch sử văn hóa, cách mạng cấp quốc gia, là nơi thành lập chi bộ Đảng đầu tiên của Đảng bộ Tỉnh Hà Tĩnh, Khu lưu niệm nhà thờ cụ Quyền Vinh - Mai Hòe được tỉnh Hà Tĩnh cấp bằng Di tích Lịch sử Văn hóa cấp tỉnh năm 2022. Có chùa Bống hay còn gọi là "Bồng Lai Linh Tự" tọa lạc trên ngọn núi Nương Dưa, dưới chân núi Hồng Lĩnh, bên cạnh khe Hao thuộc thôn Tân Thành, xã Tân Lộc, ngôi chùa cổ linh thiêng, trải qua hàng trăm năm bị thời gian và chiến tranh làm cho đổ nát, hiện nay đã được khôi phục và được đồng bào nhân dân và phật tử xung quanh đến cầu may, cầu phúc... rất nhiều.